# Il colonnello Sun
Il colonnello Sun è il primo romanzo basato sull'agente segreto James Bond realizzato dopo la morte del suo inventore, Ian Fleming. Per riportare in vita la saga la Glidrose, casa detentrice dei diritti sul personaggio, chiama un importante scrittore inglese, amico di Fleming ed autore qualche anno prima di un saggio sulla famosa spia. Si tratta di Kingsley Amis che, per l'occasione, sceglie di firmarsi con lo pseudonimo di Robert Markham.

## Trama
Dopo una partita di golf, James Bond decide di far visita a M, il capo dei servizi segreti, in convalescenza dopo una malattia. Giunge a Quarterdeck, residenza di M nella campagna britannica, proprio mentre è in atto il rapimento dell'importante personaggio delle istituzioni. Lui stesso è narcotizzato per essere portato via, ma riesce abilmente a salvarsi, uccidendo uno dei rapitori e scappando per i boschi.

Il rapimento del capo dei servizi segreti britannici porta ad una crisi istituzionale ed il capo del personale ne prende la guida. Le indagini sul corpo del rapitore ucciso portano inequivocabilmente in Grecia. Sembra una trappola ma James Bond decide di provare comunque a seguire tale traccia.
Giunto ad Atene, l'agente è immediatamente avvicinato da Arianna Alexandru, una simpatizzante comunista che lavora per il GRU, il servizio di sicurezza estero sovietico. La squadra di Arianna è decimata durante una sparatoria. James Bond e la ragazza riescono a scappare ma sono soli quando anche il contatto del servizio segreto inglese esplode in un attentato al suo ufficio.

La donna convince 007 a prendere una barca per portarsi verso le isole di Vranokisi dove si sarebbe dovuto tenere un segreto meeting internazionale. I due prendono la barca di Niko Litsas, amico fraterno del padre di Arianna e con un conto aperto con l'ex nazista Ludwig Von Richter di cui si dice si siano rintracciati passaggi in Grecia proprio in quei giorni.

La navigazione è disturbata da frequenti attacchi. Giunti sull'isola, Arianna contatta il col. gen. Igor Arenskij del KGB, impegnato nell'organizzazione del meeting. L'alto funzionario cerca di convincerla a consegnare l'agente segreto britannico.

James Bond nel frattempo scopre in una villa sull'isola i loschi incontri tra von Richter, de Graaf ed il colonnello Sun.
A causa del disturbo dei tentativi di Arenskij di mettere in trappola 007, l'agente, Arianna e Litsas sono imprigionati dal Colonnello Sun. Il colonnello tortura barbaramente James Bond, raccontandogli il suo piano per far fallire il meeting mettendo in grave imbarazzo il mondo britannico con il ritrovamento dei cadaveri di M e del suo miglior agente, proprio da quelle parti.

James Bond, con l'inaspettato aiuto di una persona nell'organizzazione del colonnello, riesce a far fallire il piano e a liberare M.

### Personaggi principali
- James Bond
- colonnello Sun Liang-tan, membro del comitato attività speciali dell'Esercito Popolare Cinese.
- Arianna Alexandru, agente del GRU.
- Niko Litsas, affitta barche per turisti.
- colonnello generale Igor Arenskij, alto funzionario del KGB.
- Ludwig Von Richter, ex nazista.
- De Graaf, collaboratore del colonnello Sun.
- Doni Madan e Luisa Tartini, collaboratrici del colonnello Sun.

## Edizioni italiane
- Robert Markham, Il colonnello Sun, traduzione di Roselia Rossi Irti, Collana R68, Milano, Garzanti, 1968,  p. 216.